# Shigenori Tōgō
Shigenori Tōgō (東郷茂徳?, Tōgō Shigenori; Kagoshima, 10 dicembre 1882 – Tokyo, 23 luglio 1950) è stato un politico giapponese.
Fu ministro degli affari esteri del Giappone, sia all'inizio che alla fine del conflitto nippo-americano durante la seconda guerra mondiale. Fu anche a capo del Ministero per la colonizzazione nel 1941, e assunse la stessa posizione, che rinominò Ministero per la grande Asia dell'est, nel 1945.
Per tutta la durata della guerra, Tōgō fu tra quelli che dubitavano che il Giappone potesse uscire vincitore in una guerra contro gli stati Uniti. Verso la fine, egli fu uno dei capi promotori per l'accettazione della dichiarazione di Potsdam, nella quale egli trovava contenute le migliori condizioni di pace che il Giappone potesse mai sperare che gli venissero offerte. All'opinione favorevole di Tōgō sulla dichiarazione non seguirono risposte ufficiali, il governo attendeva il parere di Mosca, per il quale anche lo stesso Tōgō era fiducioso. Sfortunatamente, molti leader Alleati interpretarono il silenzio come un rifiuto della dichiarazione, così fu permesso ai bombardamenti di continuare.
Tōgō fu uno dei Ministri di Gabinetto che sostennero la resa del Giappone nell'estate del 1945, e alcuni giorni dopo l'attacco atomico di Hiroshima e Nagasaki, questa decisione fu finalmente presa.
Quando fu decisa la guerra contro gli Stati Uniti, egli detestò il fallimento della diplomazia e sottoscrisse il documento della dichiarazione di guerra come una sua responsabilità. Per questo atto egli divenne un imputato del Tribunale Militare Internazionale per l'Estremo Oriente come criminale di guerra. Fu condannato a 20 anni di carcere per crimini di guerra. Morì in seguito di malattia confinato in prigione.